# Островський Владислав Сергійович
Владислав Сергійович Островський (нар. 13 вересня 2004, Харків, Україна) — український футболіст, нападник.

## Життєпис
У ДЮФЛУ з 2017 по 2021 рік виступав за київські клуби «Зірка» та ДЮСШ № 26.
У липні 2021 року приєднався до «Металіста 1925». Спочатку виступав за юнацьку команду харків'ян. У дорослому футболі дебютував 12 грудня 2021 року в програному (1:2) виїзному поєдинку 18-го туру Прем'єр-ліги України проти одеського «Чорноморця». Владислав вийшов на поле на 87-ій хвилині, замінивши бразильця Марлісона.
Через повномасштабне російське вторгнення в Україну «Металіст 1925» пішов на зустріч 17-річному футболісту та призупинив дію контракту з ним. 8 квітня 2022 року Островський підписав контракт з «Луго», клубом іспанської Сегунди, і увійшов до складу юнацької команди іспанського клубу.
У вересні 2022 року повернувся до «Металіста 1925».
22 серпня 2023 року перейшов до полтавської «Ворскли». За даними сайту Transfermarkt за цей перехід полтавський клуб заплатив «Металісту 1925» 100 тисяч євро.